# Yves Missi
Yves Thierry Missi (Bruselas, Bélgica, 14 de mayo de 2004) es un baloncestista camerunés que pertenece a la plantilla de los New Orleans Pelicans de la NBA. Con 2,11 metros de estatura, juega en la posición de pívot.

## Trayectoria deportiva

### Primeros años
Missi nació en Bélgica, pero creció en Yaoundé, Camerún, de donde son originarios sus padres. Se mudó a los Estados Unidos en 2021 y comenzó a asistir a la West Nottingham Academy en Maryland. Más tarde fue transferido a la Prolific Prep en Napa, California. La cadena ESPN lo consideró el segundo mejor jugador de instituto de California, el decimotercero a nivel nacional, y el tercer mejor pívot del país. En 2023 disputó el prestigioso Nike Hoop Summit.

### Universidad
Jugó una temporada con los Bears de la Universidad Baylor, en la que promedió 10,7 puntos, 5,6 rebotes y 1,5 tapones por partido. Fue incluido en el mejor quinteto de novatos y en el mejor quinteto defensivo de la Big 12 Conference. Al término de la temporada se declaró elegible para el Draft de la NBA, renunciando al resto de su elegibilidad universitaria.

#### Estadísticas
| Año     | Equipo | PJ | PT | MPP  | %TC  | %3P | %TL  | RPP | APP | ROB | TPP | PPP  |
| ------- | ------ | -- | -- | ---- | ---- | --- | ---- | --- | --- | --- | --- | ---- |
| 2023–24 | Baylor | 34 | 32 | 22.9 | .614 | —   | .616 | 5.6 | .4  | .6  | 1.5 | 10.7 |

### Profesional
El 26 de junio fue elegido en la vigesimoprimera posición del Draft de la NBA de 2024 por los New Orleans Pelicans. Fue nombrado rookie del mes de diciembre de la conferencia Oeste.

## Estadísticas de su carrera en la NBA

### Temporada regular
| Año     | Equipo      | PJ | PT | MPP  | %TC  | %3P | %TL  | RPP | APP | ROB | TPP | PPP |
| ------- | ----------- | -- | -- | ---- | ---- | --- | ---- | --- | --- | --- | --- | --- |
| 2024-25 | New Orleans | 73 | 67 | 26.8 | .547 | -   | .623 | 8.2 | 1.4 | .5  | 1.3 | 9.1 |
| Total   | Total       | 73 | 67 | 26.8 | .547 | -   | .623 | 8.2 | 1.4 | .5  | 1.3 | 9.1 |